# Бомбардировка на Алмерия
Бомбардировката на Алмерия е военноморска акция, състояла се на 31 май 1937 г. по време на Гражданската война в Испания. Кригсмарине бомбардира град Алмерия като отмъщение за въздушна атака на републиканците срещу германския крайцер „Deutschland“.

## Прелюдия
През април 1937 г. Комитетът за ненамеса създава военноморски патрули, за да патрулира испанските брегове и пристанища. Военноморските патрули са оборудвани от Великобритания, Франция, Германия и Италия. Испанските републикански военновъздушни сили извършват атаки срещу пристанището на Майорка, известна военноморска база на националистите. На 24 май 1937 г. републиканска атака удря италианския крайцер „Barletta“, убивайки шестима италиански моряци, а на сутринта на 26 май друга атака почти улучва германския торпеден катер „Albatros“. Командирът на германския военноморски патрул протестира, въпреки това Майорка е патрулна зона, възложена на Франция и чуждестранните кораби са в испански териториални води. Същия ден два републикански бомбардировача, пилотирани от съветски пилоти, атакуват немския тежък крайцер „Deutschland“ в Ибиса, убивайки 20–23 германски моряци и ранявайки 73. Адолф Хитлер иска да обяви война на републиката, но вместо това нарежда град Алмерия да бъде обстрелван.

## Бомбардировка на Алмерия
На разсъмване на 31 май 1937 г. германският тежък крайцер „Admiral Scheer“ и четири германски разрушителя атакуват град Алмерия. Германските кораби изстрелват 200 снаряда по града, убивайки 19-20 цивилни, ранявайки 55 и разрушавайки 35 сгради. Индалесио Прието, републиканският министър на отбраната, иска да нападне германския флот, но президентът Мануел Асаня и министър-председателят Хуан Негрин се противопоставят на плана, тъй като открита война срещу Нацистка Германия може да доведе до унищожаването на републиката. Негрин и Асаня изпращат протестни ноти до генералния секретар на Обществото на народите и до френското и британското правителства. Въпреки това, британското и френското правителство заявяват, че германската атака е била оправдана.

## Последици
На 15 юни Германия осъжда предполагаема атака на испанския републикански флот срещу германския крайцер „Leipzig“, а на 23 юни Германия и Италия се оттеглят от Комитета за ненамеса, а Португалия изтегля британските наблюдатели на своята граница. В края на юли италианците започват кампания от морски атаки срещу републикански и неутрални търговски кораби. Загубата на търговски кораби и началото на китайско-японската война карат СССР да намалят помощта си за републиката. До средата на 1937 г. републиката е практически изолирана.